# São Lourenço em Panisperna (título cardinalício)
São Lourenço em Panisperna (em latim, S. Laurentii in Panisperna) é um título cardinalício instituído em 6 de julho de 1517, pelo Papa Leão X, por ocasião do aumento no número de cardeais no consistório de 1 de julho. Sua igreja titular é San Lorenzo in Panisperna.

## Titulares protetores
- Domenico Giacobazzi (ou Giacobacci, ou Jacobatii) (1517); in commendam (1517-1527 ou 1528)
- Stanisław Hozjusz (ou Hoe, ou Hosz) (1561-1562)
- Guglielmo Sirleto (1565-1585)
- Domenico Pinelli (1586-1591)
- Agostino Cubani (1591-1595)
- Lorenzo Bianchetti (1596-1612)
- Decio Carafa (1612)
- Felice Centini, O.F.M.Conv. (1613-1621)
- Eitel Frederico de Hohenzollern-Sigmaringen (1621-1625)
- Fabrizio Verospi (1627-1633)
- Stefano Durazzo (cardeal) (1634-1666)
- Vacante (1666-1670)
- Emmanuel Théodose de La Tour d'Auvergne de Bouillon (1670-1676)
- Orazio Mattei (1686-1688)
- Giambattista Rubini (1690-1706)
- Tommaso Ruffo (1706-1709)
- Giulio Piazza (1712-1726)
- Lorenzo Cozza, O.F.M. (1726-1727)
- Pierluigi Carafa (1728-1737)
- Vincenzo Bichi (1737-1740)
- Giorgio Doria (1744-1745)
- Johann Theodor Herzog von Bayern (1746-1759)
- Lorenzo Ganganelli, O.F.M. Conv. (1759-1762) Eleito Papa Clemente XIV em 1769
- Vacante (1762-1769)
- Buenaventura de Córdoba Espínola de la Cerda (1769-1777)
- Vacante (1777-1794)
- Giovanni Battista Bussi de Pretis (1794-1800)
- Valentino Mastrozzi (1801-1809)
- Vacante (1809-1817)
- Pietro Gravina (1817-1830)
- Luigi Del Drago (1832-1845)
- Lorenzo Simonetti (1846-1855)
- Johannes von Geissel (1857-1864)
- Luigi Bilio, B. (1866-1873)
- Ruggero Luigi Emidio Antici Mattei (1876-1883)
- Sebastiano Galeati (1890-1901)
- Giulio Boschi (1901-1919)
- Vacante (1919-1924)
- Eustaquio Ilundain y Esteban (1924-1937)
- Ermenegildo Pellegrinetti (1937-1943)
- Antonio Caggiano (1946-1979)
- Michael Michai Kitbunchu (1983-)